# ميخائيل ديفلن
ميخائيل ديفلن (بالإنجليزية: Michael Devlin)‏ هو مغني أوبرا ومغني أمريكي، ولد في 27 نوفمبر 1942.